# Giorgio
Giorgio ist die italienische Form des Vornamens Georg.

## Namensträger

### Vorname
- Giorgio Agamben (* 1942), italienischer Philosoph
- Giorgio Armani (* 1934), italienischer Modedesigner
- Giorgio Basile (* 1960), italienischer Profikiller
- Giorgio Bassani (1916–2000), italienischer Schriftsteller
- Giorgio Bellini (1945–2024), Schweizer Politaktivist
- Giorgio Brambilla (* 1988), italienischer Radrennfahrer
- Giorgio Buratti (1935–2022), italienischer Jazzmusiker
- Giorgio Chiellini (* 1984), italienischer Fußballspieler
- Giorgio Chinaglia (1947–2012), italienischer Fußballspieler
- Giorgio Diritti (* 1959), italienischer Filmregisseur, Drehbuchautor, Filmproduzent und Filmeditor
- Giorgio Faletti (1950–2014), italienischer Autor, Komponist und Schauspieler
- Giorgio Ferrini (1939–1976), italienischer Fußballspieler
- Giorgio Francia (* 1947), italienischer Automobilrennfahrer
- Giorgio Ghezzi (1930–1990), italienischer Fußballspieler
- Giorgio Mariotti (* 1969), griechischer Politiker, Gründer der Piratenpartei Griechenlands
- Giorgio Moroder (* 1940), italienischer Musikschaffender
- Giorgio Napolitano (1925–2023), italienischer Politiker und Staatspräsident
- Giorgio Parisi (* 1948), italienischer Physiker und Nobelpreisträger in Physik (2021)
- Giorgio Peretti (* 1981), italienischer Fußballschiedsrichterassistent
- Giorgio Pianta (1935–2014), italienischer Automobilrennfahrer und Motorsportfunktionär
- Giorgio Prezioso (* 1971), italienischer DJ und Musikproduzent
- Giorgio Puia (* 1938), italienischer Fußballspieler und -trainer
- Giorgio Rebuffi (1928–2014), italienischer Comiczeichner und -autor
- Giorgio Rochat (1936–2024), italienischer Neuzeithistoriker und Hochschulprofessor
- Giorgio Rossano (1939–2016), italienischer Fußballspieler
- Giorgio Sacerdoti (* 1943), italienischer Hochschullehrer und Jurist
- Giorgio Scalvini (* 2003), italienischer Fußballspieler
- Giorgio Stivanello (1932–2010), italienischer Fußballspieler
- Giorgio Strehler (1921–1997), italienischer Theaterregisseur
- Giorgio Tuinfort (* 1981), niederländischer Musiker, Songwriter und Musikproduzent
- Giorgio Vasari (1511–1574), italienischer Architekt und Hofmaler

### Familienname
- Alex Di Giorgio (* 1990), italienischer Schwimmer
- Antonino Di Giorgio (1867–1932), italienischer General und Politiker
- Francesco di Giorgio Martini († 1501), italienischer Architekt, Bildhauer und Maler
- Luigi Giorgio (* 1966), italienischer Autorennfahrer
- Marosa di Giorgio (1932–2004), uruguayische Dichterin
- Steve Di Giorgio (* 1967), US-amerikanischer Bassist
- Timo di Giorgio (* 1988), deutscher Futsalspieler